# L'Internat
Pour les articles homonymes, voir Internat.
L'Internat est un feuilleton télévisé français en dix épisodes de 52 minutes réalisé par Christophe Douchand, Bruno Garcia, Pascal Lahmani et Nicolas Herdt, diffusé du 19 novembre au 10 décembre 2009. Ce feuilleton est la reprise du concept espagnol El Internado, créé en 2007 sur Antena 3.
Le coffret DVD de la saison 1 est disponible depuis le 23 décembre 2009.

## Synopsis
L'internat Le Valgrange situé au bord d'une forêt dense est connu pour sa rigueur et sa discipline. Dirigé par Victor Durier (Guillaume Cramoisan), cette bâtisse regorge de mystères. À l'époque, plusieurs enfants auraient disparu lorsque l'Internat était un orphelinat. C'est ainsi que Thomas Fersac (Roby Schinasi), Yann Delcroix (Kévin Antoine), Caroline Mantero (Juliet Lemonnier) et Yasmine Boukrane (Lisa Masker), quatre élèves de l'internat, décident de comprendre les mystères. La présence de la sœur de Thomas, Louise Fersac (Nova-Luna Castano), est troublante pour tout le monde.

## Distribution
- Lisa Masker : Yasmine Boukrane, élève amie de Caroline
- Kévin Antoine : Yann Delcroix, élève et petit-ami de Caroline
- Roby Schinasi : Thomas Fersac, nouvel élève et frère de Louise
- Juliet Lemonnier : Caroline Mantero, élève amie de Yasmine
- Guillaume Cramoisan : Victor Durier / Samuel Espi, directeur de l'Internat
- Valérie Kaprisky : Elsa Lendorff, adjointe de Victor et fille de Dimitri, propriétaire du château
- Bernadette Lafont : Hélène Massard
- Laure Marsac : Marie Perrier, femme de ménage
- Jean-François Garreaud : Antoine Camille, professeur d'histoire
- Jean-François Gallotte : Jean Rivière, l'intendant et père de Mathieu
- Saïda Jawad : Nadia Akkal, professeur des « petits »
- Jean-Marie Lamour : Hubert Delambre, professeur de mathématiques
- Nova-Luna Castano : Louise Fersac / Irène Espi (enfant), nouvelle élève et sœur de Thomas
- Cyril Lecomte : Xavier Loret, le cuisinier
- David Elmaleh : Samir Boukrane, le père de Yasmine
- Axel Boute : Mathieu Rivière, élève et fils de Jean
- Rufus : Oscar Santini, professeur
- Vernon Dobtcheff : Dimitri Lendorff, propriétaire du château et père d'Elsa

## Production

### Tournage
L'ensemble du tournage s'est fait dans le Château de Baville, commune de Saint-Chéron dans l'Essonne. Ce lieu a été choisi pour sa proximité de Paris et parce qu'il possède un château, des douves et un lac et le tout entouré d'une forêt, comme l'internat Le Valgrange de la fiction. Certaines scènes intérieures n'ont cependant pas été tournées dans le château, mais dans les dépendances du domaine aménagées pour l'occasion.

## Épisodes
1. Les Yeux dans la forêt
2. Les Griffes du passé
3. Triple Fond
4. Contre-courant
5. Week-end sans nuages
6. Irremplaçable
7. Alliances
8. Famille décomposée
9. Retour
10. Réunion

## Anecdote
Une partie de la distribution avait déjà joué ensemble dans le film Tricheuse : Valérie Kaprisky, Bernadette Lafont, Jean-Marie Lamour et Rufus.